# Issikiomartyria plicata
Issikiomartyria plicata là một loài bướm đêm thuộc họ Micropterigidae. Nó được Hashimoto miêu tả năm 2006. Nó được tìm thấy ở Nhật Bản.
Chiều dài cánh trước là 4.9–5 mm đối với con đực.